# Oldfield (Bradford)
Oldfield – osada w Anglii, w hrabstwie West Yorkshire. Leży 30 km na zachód od miasta Leeds i 288 km na północny zachód od Londynu.